# Kinneksbond
El Kinneksbond és un centre cultural ubicat a Mamer, al sud de Luxemburg. Inaugurat a l'octubre de 2010, alberga un auditori de 480 seients amb escenari i orquestra adequada per a concerts, obres de teatre i espectacles. Dissenyat per l'arquitecte Jim Clemes d'Esch-sur-Alzette, es tracta d'una instal·lació moderna que també conté vestuaris, una sala d'assajos per a bandes i una sèrie de sales més petites per a l'ensenyament musical. Hi ha un ampli vestíbul d'entrada amb guarda-roba i bar. És la seu de l'Orquestra de Cambra de Luxemburg.